# Temporada 1974-75 de la NBA
La temporada 1974-75 de la NBA fue la vigesimonovena en la historia de la liga. La temporada finalizó con Golden State Warriors como campeones tras ganar a Washington Bullets por 4-0.

## Aspectos destacados
- New Orleans Jazz se convirtió en el 18.º equipo de la NBA.
- El All-Star Game de la NBA de 1975 se disputó en el Arizona Veterans Memorial Coliseum de Phoenix, Arizona, con victoria del Este sobre el Oeste por 108-102. Walt Frazier, de New York Knicks, ganó el premio al MVP del partido.
- Los Playoffs de la NBA se aumentaron de cuatro equipos por conferencia a cinco, añadiendo otra ronda a los playoffs.
- Capital Bullets fue renombrado a Washington Bullets.

## Clasificaciones
| Equipo             | V  | D  | %V   | P  |
| ------------------ | -- | -- | ---- | -- |
| Boston Celtics     | 60 | 22 | .732 | -  |
| Buffalo Braves     | 49 | 33 | .598 | 11 |
| New York Knicks    | 40 | 42 | .488 | 20 |
| Philadelphia 76ers | 34 | 48 | .415 | 26 |

| Equipo              | V  | D  | %V   | P  |
| ------------------- | -- | -- | ---- | -- |
| Washington Bullets  | 60 | 22 | .732 | -  |
| Houston Rockets     | 41 | 41 | .500 | 19 |
| Cleveland Cavaliers | 40 | 42 | .488 | 20 |
| Atlanta Hawks       | 31 | 51 | .378 | 29 |
| New Orleans Jazz    | 23 | 59 | .280 | 37 |

| Equipo                  | V  | D  | %V   | P |
| ----------------------- | -- | -- | ---- | - |
| Chicago Bulls           | 47 | 35 | .573 | - |
| Kansas City-Omaha Kings | 44 | 38 | .537 | 3 |
| Detroit Pistons         | 40 | 42 | .488 | 7 |
| Milwaukee Bucks         | 38 | 44 | .463 | 9 |

| Equipo                  | V  | D  | %V   | P  |
| ----------------------- | -- | -- | ---- | -- |
| Golden State Warriors C | 48 | 34 | .585 | -  |
| Seattle SuperSonics     | 43 | 39 | .524 | 5  |
| Portland Trail Blazers  | 38 | 44 | .463 | 10 |
| Phoenix Suns            | 32 | 50 | .390 | 16 |
| Los Angeles Lakers      | 30 | 52 | .366 | 18 |

* V: Victorias
* D: Derrotas
* %V: Porcentaje de victorias
* P: Partidos de diferencia respecto a la primera posición
* C: Campeón

## Playoffs
|  | Primera Ronda     | Primera Ronda | Primera Ronda |   |  | Semifinales de Conferencia | Semifinales de Conferencia | Semifinales de Conferencia |  |  | Finales de conferencia | Finales de conferencia | Finales de conferencia |  |  | Finales de la NBA | Finales de la NBA | Finales de la NBA |
|  |                   |               |               |   |  |                            |                            |                            |  |  |                        |                        |                        |  |  |                   |                   |                   |
|  | E4                | Houston       | 2             |   |  | E1                         | Boston*                    | 4                          |  |  |                        |                        |                        |  |  |                   |                   |                   |
|  | E4                | Houston       | 2             |   |  | E1                         | Boston*                    | 4                          |  |  |                        |                        |                        |  |  |                   |                   |                   |
|  | E5                | New York      | 1             |   |  | E4                         | Houston                    | 1                          |  |  |                        |                        |                        |  |  |                   |                   |                   |
|  | E5                | New York      | 1             |   |  | E4                         | Houston                    | 1                          |  |  |                        |                        |                        |  |  |                   |                   |                   |
|  |                   |               |               |   |  |                            |                            |                            |  |  | E1                     | Boston*                | 2                      |  |  |                   |                   |                   |
|  | Conferencia Este  |               |               |   |  |                            |                            |                            |  |  | E1                     | Boston*                | 2                      |  |  |                   |                   |                   |
|  |                   | E2            | Washington*   | 4 |  |                            |                            |                            |  |  |                        |                        |                        |  |  |                   |                   |                   |
|  |                   |               |               |   |  |                            |                            |                            |  |  |                        |                        |                        |  |  |                   |                   |                   |
|  |                   |               |               |   |  | E3                         | Buffalo                    | 3                          |  |  |                        |                        |                        |  |  |                   |                   |                   |
|  |                   |               |               |   |  | E3                         | Buffalo                    | 3                          |  |  |                        |                        |                        |  |  |                   |                   |                   |
|  | E2                | Washington*   | 4             |   |  |                            |                            |                            |  |  |                        |                        |                        |  |  |                   |                   |                   |
|  | E2                | Washington*   | 4             |   |  |                            |                            |                            |  |  |                        |                        |                        |  |  |                   |                   |                   |
|  |                   |               |               |   |  |                            |                            |                            |  |  |                        |                        |                        |  |  | E2                | Washington*       | 0                 |
|  |                   |               |               |   |  |                            |                            |                            |  |  |                        |                        |                        |  |  | E2                | Washington*       | 0                 |
|  |                   | W1            | Golden State* | 4 |  |                            |                            |                            |  |  |                        |                        |                        |  |  |                   |                   |                   |
|  |                   |               |               |   |  |                            |                            |                            |  |  |                        |                        |                        |  |  |                   |                   |                   |
|  | W4                | Seattle       | 2             |   |  | W1                         | Golden State*              | 4                          |  |  |                        |                        |                        |  |  |                   |                   |                   |
|  | W4                | Seattle       | 2             |   |  | W1                         | Golden State*              | 4                          |  |  |                        |                        |                        |  |  |                   |                   |                   |
|  | W5                | Detroit       | 1             |   |  | W4                         | Seattle                    | 2                          |  |  |                        |                        |                        |  |  |                   |                   |                   |
|  | W5                | Detroit       | 1             |   |  | W4                         | Seattle                    | 2                          |  |  |                        |                        |                        |  |  |                   |                   |                   |
|  |                   |               |               |   |  |                            |                            |                            |  |  | W1                     | Golden State*          | 4                      |  |  |                   |                   |                   |
|  | Conferencia Oeste |               |               |   |  |                            |                            |                            |  |  | W1                     | Golden State*          | 4                      |  |  |                   |                   |                   |
|  |                   | W2            | Chicago*      | 3 |  |                            |                            |                            |  |  |                        |                        |                        |  |  |                   |                   |                   |
|  |                   |               |               |   |  |                            |                            |                            |  |  |                        |                        |                        |  |  |                   |                   |                   |
|  |                   |               |               |   |  | W3                         | Kansas City-Omaha          | 2                          |  |  |                        |                        |                        |  |  |                   |                   |                   |
|  |                   |               |               |   |  | W3                         | Kansas City-Omaha          | 2                          |  |  |                        |                        |                        |  |  |                   |                   |                   |
|  | W2                | Chicago*      | 4             |   |  |                            |                            |                            |  |  |                        |                        |                        |  |  |                   |                   |                   |
|  | W2                | Chicago*      | 4             |   |  |                            |                            |                            |  |  |                        |                        |                        |  |  |                   |                   |                   |

* Campeón de División

Negrita Ganador de la serie

Cursiva Equipo con ventaja de cancha

## Estadísticas
| Categoría                    | Jugador             | Equipo                | Estadísticas |
| ---------------------------- | ------------------- | --------------------- | ------------ |
| Puntos por partido           | Bob McAdoo          | Buffalo Braves        | 34.5         |
| Rebotes por partido          | Wes Unseld          | Washington Bullets    | 14.8         |
| Asistencias por partido      | Kevin Porter        | Washington Bullets    | 8.0          |
| Robos por partido            | Rick Barry          | Golden State Warriors | 2.9          |
| Tapones por partido          | Kareem Abdul-Jabbar | Milwaukee Bucks       | 3.3          |
| Porcentaje de tiros de campo | Don Nelson          | Boston Celtics        | .539         |
| Porcentaje de tiros libres   | Rick Barry          | Golden State Warriors | .904         |

## Premios
- MVP de la Temporada
  -  Bob McAdoo (Buffalo Braves)
- Rookie del Año
  -  Jamaal Wilkes (Golden State Warriors)
- Entrenador del Año
  -  Phil Johnson (Kansas City-Omaha Kings)

| - Mejor quinteto de la temporada - Nate Archibald, Kansas City-Omaha Kings - Walt Frazier, New York Knicks - Elvin Hayes, Washington Bullets - Rick Barry, Golden State Warriors - Bob McAdoo, Buffalo Braves | - 2.º Mejor quinteto de la temporada - John Havlicek, Boston Celtics - Spencer Haywood, Seattle SuperSonics - Dave Cowens, Boston Celtics - Phil Chenier, Washington Bullets - Jo Jo White, Boston Celtics |

| - Mejor quinteto defensivo - Paul Silas, Phoenix Suns - John Havlicek, Boston Celtics - Kareem Abdul-Jabbar, Milwaukee Bucks - Walt Frazier, New York Knicks - Jerry Sloan, Chicago Bulls | - 2.º Mejor quinteto defensivo - Elvin Hayes, Capital Bullets - Bob Love, Chicago Bulls - Don Chaney, Boston Celtics - Dave Cowens, Boston Celtics - Norm Van Lier, Chicago Bulls |

- Mejor quinteto de rookies
  - Scott Wedman, Kansas City-Omaha Kings
  - Tommy Burleson, Seattle SuperSonics
  - Jamaal Wilkes, Golden State Warriors
  - Brian Winters, Los Angeles Lakers
  - John Drew, Atlanta Hawks